# Escuelas Viejas de Lugones

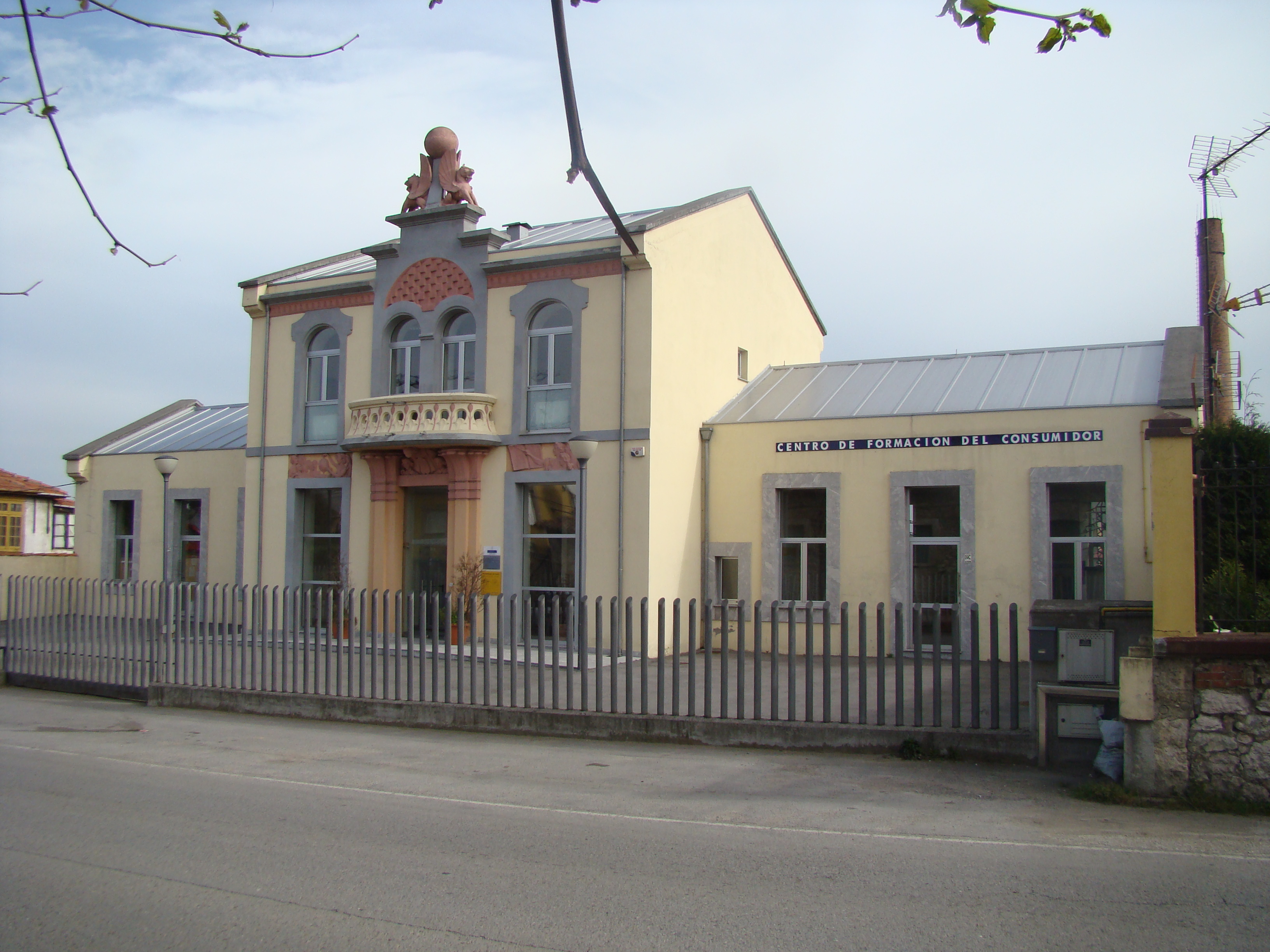
Vista general de las Escuelas Viejas de Lugones

Las escuelas viejas de Lugones (también conocidas como Escuelas municipales de Lugones y Escuela de don José Tartiere) son un edificio escolar de estilo modernista, construido a principios del siglo XX en la localidad sierense y asturiana de Lugones.

## Localización
Se encuentra en la localidad de Lugones (Siero), al pie de la Avenida de los Condes de Santa Bárbara (tramo urbano de la carretera SI-1 que comunica Lugones con Avilés), en el número 30.
Fue construida en terrenos de la finca Santa Bárbara, cedidos por la empresa del mismo nombre.

## Fecha de construcción
Fueron construidas a finales de la primera década del siglo XX, entre los años 1908 y 1911.
Hay una solicitud de 1894 de unos vecinos de Lugones al Ayuntamiento para construir unas escuelas.
Los planos del primer proyecto están fechados en 1904 y son obra de Luis García Vigil, con una concepción similar en planta y alzado al del edificio finalmente construido, pero sin el ornato de la fachada, que pudo aplicarse gracias a una subvención destinada a tal efecto por el Ministerio de Instrucción Pública y Bellas Artes en 1907. La labor de embellecimiento parece que pudo llevarse a cabo hacia 1909. (Archivo Municipal de Siero, Archivo Histórico, caja 74).
En documento de 3 de julio de 1909 se indica que el arquitecto del edificio es Emilio Fernández Peña (ARCHIVO MUNICIPAL DE SIERO, Pola de Siero, caja 10006, n. 8)
El 23 de septiembre de 1907 el alcalde D. Alfredo Canteli Gutiérrez anunciaba en el Boletín Oficial de la Provincia la construcción de la escuela. Las obras se adjudican al maestro de obras don José Nieto López el 24 de noviembre de 1907.
Según consta en el Archivo Municipal de Siero, la recepción de las obras realizadas para la construcción de las escuelas tuvo lugar en septiembre de 1911.

## Estilo
Son de estilo modernista

## Autor
Fue su autor el arquitecto asturiano Emilio Fernández Peña Villa (1873-1955), que en la primera década del siglo realizó diversos trabajos en Siero: el edificio modernista de la calle Florencio Rodríguez nº 13 (antiguo Bar Xingo), el palacete de Colegial, en la estación de ferrocarril de El Berrón y las escuelas de Faes, en Valdesoto.

## Descripción del edificio
El edificio está construido siguiendo un esquema en planta ampliamente extendido entre la arquitectura escolar coetánea: dos crujías laterales de una sola planta dispuestas en paralelo con la carretera, unidas por un cuerpo central avanzado de base cuadrada y doble altura.
Las alas laterales albergaban cada una un aula, iluminadas por ambos costados. El cuerpo central acogía el portal, los vestíbulos que conducían a las aulas y los espacios complementarios para usos específicos, como Museo y Salón de Labores, retretes y lavabos; encima del vestíbulo se instaló la Biblioteca, abierta a la fachada por tres amplios ventanales uno de los cuales da a un balcón en voladizo, a la que se accedía por una escalera; el restante espacio de esta planta se distribuía entre los apartamentos de la pareja de docentes asignada a este establecimiento, el mismo número que de aulas, compuesto cada uno por cocina, despensa, comedor, retrete y dormitorio.

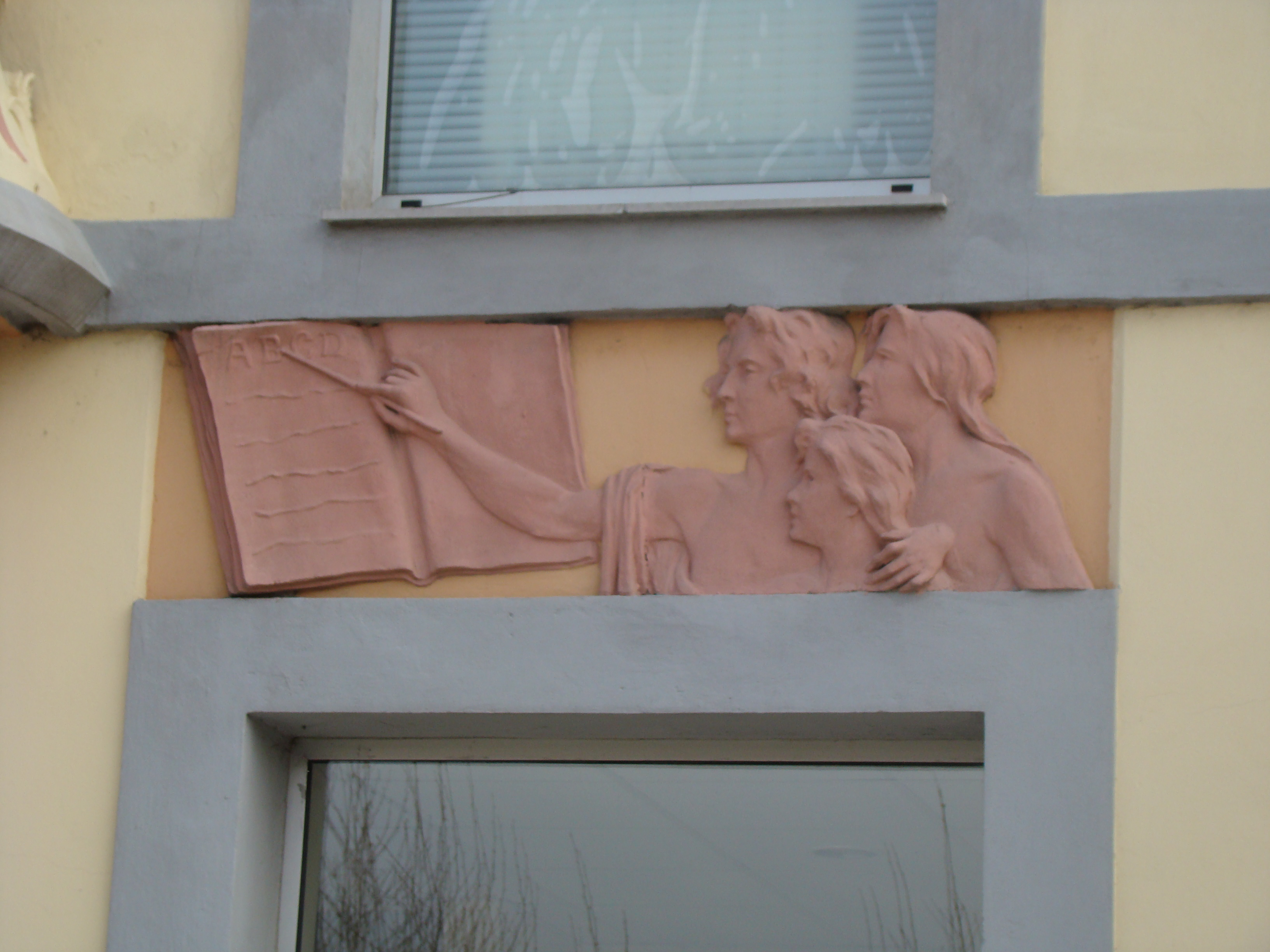
Detalle decorativo en las Escuelas Viejas de Lugones

En la fachada del cuerpo central se hicieron resaltar por medio de una decoración escultórica realizada en piedra artificial las jambas de la puerta principal, las molduras de enmarque de dinteles y antepechos de las ventanas, el remate central de la cornisa, los entrepaños de escultura sobre los dinteles de las puertas laterales, el entrepaño de escultura bajo el balcón de la biblioteca y la balaustrada del balcón.
El esquema compositivo de la fachada consistió en acentuar la importancia visual del cuerpo central, abriendo el balcón sobre el eje de la puerta de acceso al edificio, colocando sendas placas relivarias sobre los dinteles de las puertas laterales, y rematando dicho eje en lo alto de un hastial escalonado por medio de una escultura con forma de híbrido entre felino y alado sosteniendo un globo terráqueo. Los relieves sobre los dinteles de los vanos laterales representan escenas alusivas a la función educativa del edificio protagonizadas por niños y adultos, de difícil interpretación; las jambas de la puerta están trabajadas en su tramo superior imitando los capiteles de orden palmiforme egipcio, prolongándose debajo del balcón.
Una línea de imposta divide los pisos: en el inferior los vanos son adintelados y en el superior se rematan con arco peraltado y se enmarcan con pilastras y molduras curvas.
Presenta una cubierta a dos aguas muy marcadas.
El espacio de recreo se extendía por delante del edificio, protegido de la carretera por un cierre de tapia y verja de madera sobre ella.

## Intervenciones y restauraciones
En 1939 se hicieron algunas reformas en el edificio: desplazamiento de las escaleras de acceso a la primera planta del lado derecho al izquierdo de la caja; apertura de vanos en los tabiques de la planta baja.

## Paralelos
Es prácticamente idéntico al edificio destinado a escuela en el lugar de Faes de la parroquia de Valdesoto (Siero), construido también por Emilio Fernández Peña.

## Situación actual
Las antiguas escuelas de Lugones fueron restauradas a principios del siglo XXI y destinadas a albergar el centro de formación de consumo de Siero, en funcionamiento desde 2004. Estos centros de formación al consumidor son aulas permanentes que, a través de diversos cursos, exposiciones y talleres de investigación contribuyen a que los ciudadanos sean consumidores críticos y responsables.

## Situación legal
Incluidas en el Inventario del Patrimonio Arquitectónico de Asturias y en el Inventario Municipal Urbanístico de Patrimonio.
Principado de Asturias, Consejería de Educación y Cultura. Resolución de 25 de noviembre de 2015, de la Consejería de Educación y Cultura, por la que se incoa expediente para la inclusión en el Inventario del Patrimonio Cultural de Asturias de 43 bienes patrimoniales del concejo de Siero. Boletín Oficial del Principado de Asturias, nº 7, de 11 de febrero de 2016